# 国家賠償法
国家賠償法（こっかばいしょうほう、昭和22年10月27日法律第125号）は、日本国憲法第17条の実施に関する日本の法律で、民法に対する特別法である。略称は、国賠法（こくばいほう）である。
行政救済法の一つで、行政法にも分類される。1947年（昭和22年）10月27日に公布された。法務省民事局民事法制管理官室が所管している。
国家賠償法、行政不服審査法、行政事件訴訟法を合わせて「救済三法」と呼ぶ。

## 制定の背景
日本国憲法第17条は、「何人も、公務員の不法行為により、損害を受けたときは、法律の定めるところにより、国又は公共団体に、その賠償を求めることができる。」と規定して国家無答責の法理を排斥した。同条は、1946年（昭和21年）4月17日の憲法改正草案には規定がなく、衆議院の修正で加えられた。同条にいう「法律」として制定されたのが、国家賠償法である。
国家賠償法に基づく損害賠償請求は民事訴訟の手続きによる。損失補償請求は行政事件訴訟法の当事者訴訟の手続きによる。

### 国家無答責の法理
国家無答責の法理（こっかむとうせきのほうり）とは、国家無答責の原理ともいわれ、国家ないし官公吏（公務員）の違法な行為によって損害が生じても、国家が賠償責任を負わないことを言う。
国家賠償責任に関しては、古くから、公務員の違法行為がなぜ国家に帰属せしめられるかという問題がある。近代国家においては、伝統的に、公務員の行為が違法であって、国民に対して損害賠償が認められるにしても、それは本来違法行為を行った当の公務員個人が責任を負うべきが筋であって（個人責任）、国家が公務員に代わって賠償責任を負ういわれはないと考えられていた。
たとえば、イギリスでは1947年まではCrown can do no wrong. （国王は悪をなし得ない）という法格言が通用していた。アメリカにおいても、1946年までは、主権免責の法理が通用していた。大陸法系の諸国をみても、ドイツにおいて1910年までは、ドイツ民法839条が加害公務員個人の責任を認めるに留まっていた。
しかし、このような法理によると、公務員が過大な賠償責任を負うことになり、また被害者の救済という観点からも問題があると考えられる。
そこで、この法理は、1800年代の後半にフランスでコンセユ・デタ（行政裁判所）の判例によって公役務過失ないし危険責任の理論により国家の賠償責任が肯定された1873年ブランコ判決を端緒に、各国の法体系において否定されるようになった。
ドイツでも、1871年にドイツ法曹大会で国家賠償法の立法化が決議され、翌1910年に連邦においてGesetz über die Haftung des Reichs für seine Beamten（官吏責任法）が制定され国の代位責任が肯定された。その後1919年にはヴァイマル憲法において制度化される。
アメリカ合衆国では、1946年にen:Federal Tort Claims Act（連邦不法行為請求権法）が制定され、従来の主権免責が改正された。この立法では連邦政府に私人と同等の責任能力を認めているが、過去の判決に遡及して賠償を請求する権利や懲罰的損害賠償権については否定している（28 U.S.C.2674）。また、「法が留保する限度において」州法の適用を認めており（28 U.S.C.1346(b)）、この場合、Federal Tort Claims Actの適用に制限が課される可能性がある。
イギリスでは、公務員個人の責任には広く認められていたが、1947年にCrown Proceedings Act（国王訴追法、国王訴訟手続法）が制定され、国についても責任が認められるようになった。
明治憲法下の日本では、国家活動を権力活動と非権力活動とに区分し、非権力活動、例えば国有鉄道の活動のような私経済活動については、早くから国の不法行為責任の成立を認めていたが（大審院判例明治31年5月27日、大審院大正8年3月3日信玄公旗掛松事件）、権力的活動についてはこれを認めず（大審院判例明治43年3月2日、大審院昭和8年4月28日）、公務員の個人責任も否定されていた。
戦後の日本では、国家賠償法1条において、公務員の公権力行使行為によって国又は地方公共団体が責任を負うとし、国家無問責の法理は否定され、判例により、公務員個人の賠償責任は認められていない（後述）。

## 構成
全6条である。

### 第1条（公権力の行使）
- 第1条（公権力の行使）

国（日本国政府）又は公共団体の公権力の行使に関する損害賠償の責任を定める。

#### 公権力の行使
- ここでいう「公権力の行使」とは、国又は公共団体（ここでいう公共団体とは公権力の行使をゆだねられた全ての団体を含む）の作用のうち純粋な私経済作用と国家賠償法2条によって救済される営造物の設置又は管理作用を除くすべての作用を意味するとされる（東京高等裁判所昭和56年11月13日判決、広義説）。なお、公権力の行使には不作為、行政指導が含まれ、公権力には立法権、司法権が例外的にも含まれる余地がある。
- 最高裁判例では「公権力の行使とは、行政行為や強制執行など国民に対し、命令強制する権力的作用に限らず、純粋な私経済的作用と国家賠償法2条によって救済される営造物の設置または管理作用を除くすべての作用を意味する。」としている。（最高裁判例 昭和62年2月6日、通説）

公権力の行使に関わる判例
- 最高裁昭和56年4月14日判決・民集35巻3号620頁[10]
弁護士法[11]23条の2に基づく照会に漫然と応じた政令指定都市の区長がした前科及び犯罪経歴の弁護士会への報告を違法な公権力の行使とした（前科照会事件 ）。
- 最高裁昭和62年2月6日判決・集民第150号75頁[12]
国家賠償法1条にいう「公権力の行使」には、公立学校における教師の教育活動も含まれる。
- 最高裁昭和60年11月21日判決・民集39巻7号1512頁[13]
国会議員の立法行為は、立法の内容が憲法の一義的な文言に違反しているにもかかわらずあえて当該立法を行うというごとき例外的な場合でない限り、国家賠償法1条1項の適用上、違法の評価を受けるものではない。
- 最高裁平成9年9月9日判決・民集第51巻8号3850頁[14]
国会議員が国会の質疑演説討論等の中でした発言につき、国の損害賠償責任が肯定されるためには、虚偽であることを知りながらあえてその事実を摘示するなど、特別の事情があることを必要とする。
- 最高裁昭和57年3月12日判決・民集第36巻3号329頁[15]
裁判官がした争訟の裁判につき国家賠償法1条1項の規定にいう違法な行為があったものとして国の損害賠償責任が肯定されるためには、右裁判に上訴等の訴訟法上の救済方法によって是正されるべき瑕疵が存在するだけでは足りず、当該裁判官が違法又は不当な目的をもって裁判をしたなど、裁判官がその付与された権限の趣旨に明らかに背いてこれを行使したものと認めうるような特別の事情があることを必要とする。
- 最高裁平成5年2月18日判決・民集第47巻2号574頁[16]
武蔵野市がマンションを建築しようとする事業主に対して、指導要綱に基づき教育施設負担金の寄付を求めた場合において、右指導要綱が、これに従わない事業主には水道の給水を拒否するなどの制裁措置を背景として、義務を課することを内容とするものであつて、右行為が行われた当時、これに従うことのできない事業主は、事実上建築等を断念せざるを得なくなつており、現に指導要綱に従わない事業主が建築したマンションについて、水道の給水等を拒否していたなど判示の事実関係の下においては、右行為は、行政指導の限度を超え、違法な公権力の行使に当たる。

公権力の行使の不作為（権限の不行使）に関する判例
- 最高裁昭和59年3月23日判決・民集38巻5号475頁[17]
大日本帝国陸軍が海中に投棄した砲弾が海岸に打ち上げられ、その爆発の危険を未然に防止するために必要な警察官の措置の懈怠を違法とした（新島砲弾爆発事件）。
- 最高裁昭和57年1月19日判決・民集36巻1号19頁[18]
他人の生命又は身体に危害を及ぼす蓋然性の高い者の所持するナイフについての警察官の一時保管措置の懈怠を違法とした。
- 最高裁平成1年11月24日判決・民集第43巻10号1169頁[19]
宅地建物取引業者に対する知事の免許の付与ないし更新が宅地建物取引業法所定の免許基準に適合しない場合であっても、知事の右行為は、右業者の不正な行為により損害を被った取引関係者に対する関係において直ちに国家賠償法1条1項にいう違法な行為に当たるものではない。
知事が宅地建物取引業者に対し業務停止処分ないし免許取消処分をしなかった場合であっても、知事の右監督処分権限の不行使は、具体的事情の下において、右権限が付与された趣旨・目的に照らして著しく不合理と認められるときでない限り、右業者の不正な行為により損害を被った取引関係者に対する関係において国家賠償法1条1項の適用上違法の評価を受けない（宅建業事件）。
- 最高裁平成7年6月23日判決・民集第49巻6号1600頁[20]
厚生大臣（当時）が医薬品の副作用による被害の発生を防止するために薬事法（当時）上の権限を行使しなかったことが、当該医薬品に関するその時点における医学的、薬学的知見の下において、薬事法の目的及び厚生大臣に付与された権限の性質等に照らし、その許容される限度を逸脱して著しく合理性を欠くと認められるときは、右権限の不行使は、国家賠償法1条1項の適用上違法となる（クロロキン薬害事件、もっとも結論では厚生大臣の責任を否定した）。
- 最高裁平成16年4月27日判決・ 民集第58巻4号1032頁[21]
鉱山保安法に基づく省令の改正を行わず、さく岩機の湿式型化等を一般的な保安規制とはしなかったことなど判示の事実関係の下では、じん肺法が成立した後、通商産業大臣（当時）が鉱山保安法に基づく省令改正権限等の保安規制の権限を直ちに行使しなかったことは、国家賠償法1条1項の適用上違法となる（三井鉱山じん肺訴訟）。
- 最高裁平成16年10月15日判決・ 民集第58巻7号1802頁[22]
（関西水俣病訴訟）
- 中国残留日本人孤児 国家賠償訴訟
- 在外日本人選挙権訴訟判決（最高裁判所大法廷平成17年9月14日判決・民集第59巻7号2087頁）[23]。
国会の立法行為につき「国会議員の立法行為又は立法不作為は，その立法の内容又は立法不作為が国民に憲法上保障されている権利を違法に侵害するものであることが明白な場合や，国民に憲法上保障されている権利行使の機会を確保するために所要の立法措置を執ることが必要不可欠であり，それが明白であるにもかかわらず，国会が正当な理由なく長期にわたってこれを怠る場合などには，例外的に，国家賠償法１条１項の適用上，違法の評価を受ける。」として「国外に居住していて国内の市町村の区域内に住所を有していない日本国民に国政選挙における選挙権行使の機会を確保するためには，上記国民に上記選挙権の行使を認める制度を設けるなどの立法措置を執ることが必要不可欠であったにもかかわらず，上記国民の国政選挙における投票を可能にするための法律案が廃案となった後，平成8年10月20日の衆議院議員総選挙の施行に至るまで10年以上の長きにわたって国会が上記投票を可能にするための立法措置を執らなかったことは，国家賠償法１条１項の適用上違法の評価を受けるものというべきであり，国は，上記選挙において投票をすることができなかったことにより精神的苦痛を被った上記国民に対し，慰謝料各5000円の支払義務を負う。」とした。
- 旧優生保護法不妊手術違憲国家賠償訴訟判決（最高裁判所大法廷令和6年7月3日判決・判例集未登載）[24]
旧優生保護法の強制不妊手術の規定は、その立法目的を「特定の障害等を有する者が不良であり、そのような者の出生を防止する必要があるとする点において、立法当時の社会状況をいかに勘案したとしても、正当とはいえないものであることが明らかであり、本件規定は、そのような立法目的の下で特定の個人に対して生殖能力の喪失という重大な犠牲を求める点において、個人の尊厳と人格の尊重の精神に著しく反するものといわざるを得ない」として憲法13条に違反するとした。また、特定の障害等を有する者、配偶者が特定の障害等を有する者及び本人又は配偶者の4親等以内の血族関係にある者が特定の障害等を有する者を不妊手術の対象者と定めているが、本件規定により不妊手術を行うことに正当な理由があるとは認められないから、上記の者を本件規定により行われる不妊手術の対象者と定めてそれ以外の者と区別することは、合理的な根拠に基づかない差別的取扱いに当たり、14条に違反するとした。これらのことから、「本件規定の内容は、国民に憲法上保障されている権利を違法に侵害するものであることが明白であったというべきであるから、本件規定に係る国会議員の立法行為は、国家賠償法1条1項の適用上、違法の評価を受けると解するのが相当」とした。

#### 行使に当たる公務員
- 国家公務員法・地方公務員法上の「公務員」に限定されない。民間人であっても公権力の行使に携わる者は含まれるとされる。判例は公証人、弁護士会の懲戒委員会委員、建築確認機関、さらには競馬の着順判定員を挙げる。赤バイクで配達中の郵便局員の場合、郵便法に規定する郵便認証司としての行為はこれにあたるが、それ以外の郵便配達は、少なくとも民営化以後公権力の行使に携わるとはいえず、含まれない。
- 他方、国公立病院での医師（公務員）の診療行為は、純粋な私経済作用と考えられ、原則として公権力の行使に当たらない。この場合は民法の不法行為の規定に基づき、損害賠償請求を行うことになる。

「公務員」についての判例
- 最高裁昭和57年4月01日判決・民集第36巻4号519頁[25]
国又は公共団体に属する一人又は数人の公務員による一連の職務上の行為の過程において他人に被害を生ぜしめた場合において、それが具体的にどの公務員のどのような違法行為によるものであるかを特定することができなくても、これによる被害につき専ら国又は当該公共団体が国家賠償法上又は民法上賠償責任を負うべき関係が存在するときは、国又は当該公共団体は、加害行為の不特定の故をもって損害賠償責任を免れることはできない。
定期健康診断の一環として、医師の行った検診に過誤があつたため受診者が損害を受けても、国は、国家賠償法1条1項又は民法715条1項の規定による損害賠償責任を負わない。

#### その職務を行うについて
- 職務を行うについてされた行為（職務行為関連性）には、職務行為そのものでなくても「客観的に見て職務の概観を備えた行為」も含まれるとするのが通説、判例である（外形主義、外観主義）。外観主義がとられる場合、公務員の内心は問題とならない。

「その職務を行うについて」の判例
- 最高裁昭和31年11月30日判決・民集第10巻11号1502頁[26]。同事件の原審判決、東京高等裁判所昭和29年7月19日 　高裁判例集第7巻12号1063頁[27]
巡査が、自己の利を図るため、制服着用の上、人を射殺した行為を、公務員が、その所為に出づる意図目的はともあれ、行為の外形において、職務執行と認め得べきものをもつて、この場合の職務執行なりとするのほかないとして公務員がその職務を行うについて違法に他人に損害を加えた場合にあたるものと解した。

#### 故意又は過失
- 公務員の不法行為が成立するには、当該公務員の「故意又は過失」が必要である。「過失」に関しては、職務義務違反説によれば「公務員が職務上要求される注意能力を欠くこと」と解されている[28]。

故意又は過失に関する判例
- 最高裁昭和58年2月18日判決・民集37巻1号101頁[29]
町立中学校の生徒が、放課後、課外のクラブ活動中の運動部員の練習の妨げとなる行為をしたとして同部員から顔面を殴打された事情のもとで生じた喧嘩により左眼を失明した場合に、同部顧問の教諭が右クラブ活動に立ち会っていなかったとしても、右事故の発生する危険性を具体的に予見することが可能であるような特段の事情のない限り、右失明につき同教諭に過失があるとはいえない。
- 最高裁 (1993(平成5)-03-11), 損害賠償事件, 判決・民集 47 (4):  2863.・判タ (833):  113.
税務署長のする所得税の更正は、所得金額を過大に認定していたとしても、そのことから直ちに国家賠償法一条一項にいう違法があったとの評価を受けるものではなく、税務署長が資料を収集し、これに基づき課税要件事実を認定、判断する上において、職務上通常尽くすべき注意義務を尽くすことなく漫然と更正をしたと認め得るような事情がある場合に限り、右の評価を受けるものと解するのが相当である[注釈 2]。
- 最高裁平成16年1月15日判決・民集第58巻1号226頁[30]
日本に不法残留している外国人が国民健康保険法5条の「住所を有する者」に該当するとされた事例において、ある事項に関する法律解釈につき異なる見解が対立し、実務上の取扱いも分かれていて、そのいずれについても相当の根拠が認められる場合に、公務員がその一方の見解を正当と解しこれに立脚して公務を遂行したときは、後にその執行が違法と判断されたからといって、直ちに上記公務員に過失があったものとすることは相当ではない。

#### 違法な加害行為
逮捕・起訴等の違法
- 結果違法説
- 公権力発動要件欠如説としての職務行為基準説[注釈 3]

判例
- 最高裁昭和61年2月27日判決・民集40巻1号124頁[31]
警察官のパトカーによる追跡を受けて車両で逃走する者が惹起した事故により第三者が損害を被った場合において、右追跡行為が国家賠償法1条1項の適用上違法であるというためには、追跡が現行犯逮捕、職務質問等の職務の目的を遂行するうえで不必要であるか、又は逃走車両の走行の態様及び道路交通状況等から予測される被害発生の具体的危険性の有無・内容に照らして追跡の開始、継続若しくは方法が不相当であることを要する。
- 最高裁平成17年12月08日判決・集民第218号1075頁[32]
拘置所に勾留中の者が脳こうそくを発症し重大な後遺症が残った場合について速やかに外部の医療機関へ転送されていたならば重大な後遺症が残らなかった相当程度の可能性の存在が証明されたとはいえないとして国家賠償責任が認められなかった。

#### 加害行為による責任
- 代位責任説：公務員自身が負う責任を、国等が代位しているとする考え。被告が、加害公務員自身に直接損害賠償請求することはできない。判例の立場。
- 自己責任説：国等自身の責任を、認めたとする考え。

責任に関わる判例
- 最高裁昭和30年4月19日判決・民集第9巻5号534頁[33]（農地委員会解散命令無効確認並に慰藉料請求事件）
公権力の行使に当たる公務員の職務行為に基づく損害については、国又は公共団体が賠償の責に任じ、職務の執行に当たった公務員は、行政機関としての地位においても、個人としても、被害者に対しその責任を負担するものではない。
- 最高裁平成19年1月25日判決・民集第61巻1号1頁[34]
国又は公共団体以外の者の被用者が第三者に損害を加えた場合であっても、当該被用者の行為が国又は公共団体の公権力の行使に当たるとして国又は公共団体が国家賠償法1条1項に基づく損害賠償責任を負うときは、使用者は民法715条に基づく損害賠償責任を負わない。

#### 公務員に対する求償権
- 公務員に故意または重過失があった場合に限り、国または公共団体は、その公務員に対し求償権を有する（2項）。軽過失の場合は通常の不法行為と異なり使用者（国等）が求償できない。これは、公務員に過大な責任を負わせることは、職務遂行に当たり公務員が莫大な損害賠償責任をおそれることによる萎縮効果が生じないようするために、公務員の責任を軽減したものである。

### 第2条（公の営造物）
- 第2条（公の営造物）

公の営造物の設置管理に関する損害賠償の責任を定める。第1条と違うのは、無過失責任主義であるということである。ドイツでは国家賠償法に規定がないのでドイツ基本法、民法が適用される。したがって過失責任主義である。

#### 公の営造物
- 公の営造物とは、公物に当たる。
- b:民法717条の「土地の工作物」には限らない。通説は、動産も含まれるとする。
  - 便益提供施設：道路
  - 危険防止施設：堤防
    - 破堤型
    - 溢水型

#### 設置又は管理に瑕疵
- 通常有すべき安全性を欠いていること。

瑕疵に関わる判例
- 最高裁昭和45年8月20日判決・民集第24巻9号1268頁[35]
営造物の設置または管理の瑕疵に基づく国および公共団体の損害賠償責任については、過失の存在を必要としない。
- 最高裁昭和50年7月25日判決・民集第29巻6号1136頁[36]
故障した大型貨物自動車が約87時間駐車したままになつていたにもかかわらず、道路管理者がこれを知らず、道路の安全保持のために必要な措置を全く講じなかつた判示の事実関係のもとにおいては、道路の管理に瑕疵がある。
- 最高裁平成5年3月30日判決・民集第47巻4号3226頁[37]
幼児が公の営造物を設置管理者の通常予測し得ない異常な方法で使用して生じた事故については設置管理者は損害賠償責任を負わない。公の営造物の瑕疵と損害との間に相当因果関係が認められないからである。

特に問題となるのは水害訴訟である。
- 最高裁昭和59年1月26日判決・民集38巻2号53頁[38]（大東水害訴訟）
「未改修河川」の安全性について、同種・同規模の河川の管理の一般水準および社会通念に照らして是認しうる安全性を備えているかどうかを基準として判断すべきである。未改修の部分で水害が発生しても、河川管理者たる国には損害を賠償する責任はないとして訴えを退ける。
- 最高裁平成2年12月13日判決・民集44巻9号1186頁[39]（多摩川水害訴訟）
「改修済み河川」の安全性について、予測される災害の発生を防止するに足りる安全性を基準として判断すべきである。国の責任を認めて国に賠償を命じる。
- 最高裁平成8年7月12日判決・民集第50巻7号1477頁[40]（平作川水害訴訟・吉井川水害訴訟）
河川法の適用のないいわゆる普通河川についても、河川管理についての特質及び諸制約が存することは異なるところがなく、河川管理の瑕疵の一般原則が当てはまる。
既に改修計画が定められ、これに基づいて「現に改修中である河川」であっても、水害発生の時点において既に設置済みの河川管理施設がその予定する安全性を有していなかったという瑕疵があるか否かを判断するには、右施設設置の時点における技術水準に照らして、右施設が、その予定する規模の洪水における流水の通常の作用から予測される災害の発生を防止するに足りる安全性を備えているかどうかによって判断すべきである。
  - 判断基準
    - 新主観説・義務違反説
    - 客観説
    - 折衷説

  - 他の責任者への求償権

### 第3条（賠償責任者）
- 第3条（賠償責任者）
第1条及び第2条において、公務員の監督者及び公物の管理者と、それらの費用負担者が異なるときは、費用負担者もまた損害賠償の責を負う。

費用負担者に関する判例
- 最高裁昭和50年11月28日判決・民集第29巻10号1754頁[41]
費用負担者は法律上の負担義務者に限られない。
国が、地方公共団体に対し、国立公園に関する公園事業の一部の執行として周回路の設置を承認し、その際右設置費用の半額相当の補助金を交付し、また、その後の改修にも補助金を交付して、右周回路に関する設置費用の二分の一近くを負担しているときには、国は、右周回路については、国家賠償法3条1項所定の公の営造物の設置費用の負担者にあたる。

### 第4条（民法の適用）
- 第4条（民法の適用）
損害賠償については、第1条から第3条の規定によるほか、民法が適用される。この4条にいう民法は民法付属法規も含む。
賠償請求の訴えは、民事訴訟法の規定による（行政訴訟ではないということ）。よって、地方裁判所本庁のほか、その支部にも提起することができる（実務上は、支部に訴える場合は、合議をおこなえる大きな支部（旧：甲号支部）に限る模様）。

判例
特に問題となるのは、賠償請求権の消滅時効である。
時効に関しては国家賠償法には規定がないため民法第724条不法行為の規定が適用される。
なお、2017年の改正前の民法第724条後段は、「不法行為の時から20年を経過したとき」には損害賠償請求権が消滅する、と規定していたが、この規定は、損害賠償請求権が時効期間の経過により当然に消滅する除斥期間と解され、賠償請求権が当然に消滅するものとされていた。
- 最高裁昭和53年7月17日判決・民集32巻5号1000頁[42]
本条の民法には特別法である失火の責任に関する法律も含まれ、公務員の失火による損害賠償責任については、公務員に重大な過失があることが必要となる。
- 西山太吉（元毎日新聞記者）沖縄返還密約・国家賠償訴訟[43]
「損害賠償請求の20年の除斥期間を過ぎ、請求の権利がない」として請求を棄却。
- ドミニカ移民 国家賠償訴訟[44]
「損害賠償請求の20年の除斥期間を過ぎ、請求の権利がない」として請求を棄却。

- 最高裁判所平成元年12月21日第一小法廷判決・民集43巻12号2209頁[45]
旧民法724条後段は「不法行為によって発生した損害賠償請求権の除斥期間を定めたもの」と判示した上で、賠償請求権が「20年の除斥期間が経過した時点で法律上当然に消滅した」として請求を棄却。
- 旧優生保護法不妊手術違憲国家賠償訴訟判決（最高裁判所大法廷令和6年7月3日判決・判例集未登載）[24]
前掲平成元年判決を変更し、「除斥期間の経過により消滅したものとすることが著しく正義・公平の理念に反し、到底容認することができない場合には、裁判所は、除斥期間の主張が信義則に反し又は権利の濫用として許されないと判断することができる」として、国による除斥期間の適用の主張を認めず、請求を認容した。

### 第5条（他の法律の適用）
- 第5条（他の法律の適用）
この法律以外に国及び公共団体の損害賠償に関する別段の定めがあれば、その規定が特別法として優先される。
法律の適用順序は (1)特別法、(2)国家賠償法、(3)民法、となる。

判例
- 最高裁平成14年9月11日判決・民集第56巻7号1439頁[46]（郵便法免責規定訴訟）
郵便法第68条及び第73条の規定のうち、書留郵便物について、郵便の業務に従事する者の「故意又は重大な過失」によって損害が生じた場合に、不法行為に基づく国の損害賠償責任を免除し、又は制限している部分は、憲法第17条に違反する。特別送達郵便物について、郵便の業務に従事する者の「故意又は過失」によって損害が生じた場合に、国家賠償法に基づく国の損害賠償責任を免除し、又は制限している部分は、憲法第17条に違反する。

### 第6条（相互保証）
- 第6条（相互保証）
外国人が被害者である場合には、相互の保証(日本人が当該外国において同様の国家賠償を受けられること）があるときに限り、国賠法上の請求ができる。

判例
- 平成9(ワ)16684 第1事件・損害賠償請求事件 第2事件・損害賠償等請求平成14年8月27日 東京地方裁判所判決[47][48]
フィリピンでは国家無答責の法理が妥当しているというのであるから、我が国と同様の国家賠償制度は存在しない。また、中国やベトナムの場合と異なり、権限ある官庁から、公の営造物の設置・管理の瑕疵に基づく損害の賠償は民事賠償であるとの説明もされていない。道路、橋、公共建造物その他の公共事業の欠陥状態に関して損害賠償が許されるのも、人の死傷という結果が生じた場合に限られる。そうすると、フィリピンで日本人が被害者として本件と同種の損害賠償請求をした場合、我が国の国家賠償法所定の要件と重要な点で異ならない要件の下にその請求が認められるとはいえない。したがって，相互保証の要件を欠くから、フィリピン人原告らの損害賠償請求は、その余の点について判断するまでもなく棄却を免れない

## 関連法令
- 日本国とアメリカ合衆国との間の相互協力及び安全保障条約第六条に基づく施設及び区域並びに日本国における合衆国軍隊の地位に関する協定の実施に伴う民事特別法 - 在日米軍の国内における職務行為及び営造物責任について、国が国家賠償法の例により賠償責任を負うことを定めている。
- 国際連合の軍隊に関する民事特別法の適用に関する法律 - 日本における国連軍についても、国家賠償責任について米軍の民事特例法を適用することを規定し、国が国家賠償法の例により賠償責任を負うことを定めている。

## 諸外国の国家賠償法
- ベトナム社会主義共和国 - 「国家の賠償責任に関する法律」[49]。1992年憲法に基づく。2001年、国会決議による改正があった。全67条。